# Selaroides leptolepis
Selaroides leptolepis és un peix teleosti de la família dels caràngids i de l'ordre dels perciformes.

## Particularitats
Selaroides leptolepis és l'única espècie del gènere Selaroides.

## Morfologia
Pot arribar als 22 cm de llargària total i als 625 g de pes.

## Distribució geogràfica
Es troba des de les costes del Golf Pèrsic fins a les Filipines, Japó, Mar d'Arafura i Austràlia.